# Sabine von Maydell
Sabine von Maydell (* 9. Oktober 1955 in Baden-Baden) ist eine deutsche Schauspielerin und Autorin.

## Leben
Sabine von Maydell ist Tochter des Regisseurs Rolf von Maydell und der Schauspielerin Gisela Hoeter. Sie besuchte nach der mittleren Reife eine Sprachenschule. Bereits im Alter von 13 Jahren arbeitete sie als Synchronsprecherin. Nach weiterem Sprechunterricht bei Ellen Widmann und Rosemarie Fendel nahm sie von 1981 bis 1983 Schauspielunterricht bei Jacques Lecoq und Philippe Gaulier in Paris.
Sie erhielt Engagements am Schauspielhaus Zürich, am Schauspiel Bonn, am Modernen Theater, an der Kleinen Komödie und am Theater am Einlass in München sowie am Théâtre des Capucins in Luxemburg, wo sie in Heiner Müllers Quartett die Merteuil, in der Regie von Franz-Josef Heumannskämper, spielte. Sie unternahm mehrere Tourneen und war bei den Luisenburg-Festspielen in Wunsiedel engagiert.
Von Oktober 1984 bis März 2014 war sie mit dem Schauspieler Claude-Oliver Rudolph verheiratet. Sie hat eine Tochter, Oona von Maydell, die ebenfalls Schauspielerin ist, und einen Sohn, Davide-Lino von Maydell.

## Schriften
- Geschichten von Männern und Frauen. Belleville, München 1999, ISBN 3-933510-45-7.
- Herman Ze German. The Scorpion. Here I am. Geschichten eines Rocklebens. Erzählt von Herman Rarebell. Geschrieben von Sabine von Maydell. Herman’s World Publishing, London 1996.

## Filme
- 1970: Baal (Fernsehproduktion)
- 1972: Wir 13 sind 17 (Fernsehserie)
- 1973: Tatort: Cherchez la femme oder Die Geister vom Mummelsee
- 1974: Neugierig wie ein Kind
- 1974: Ich gehe nach München
- 1974: Der Kommissar – Traumbilder (Fernsehserie)
- 1974: Motiv Liebe (Fernsehserie, eine Folge)
- 1975: Karl der Gerechte (Fernsehserie)
- 1975: Tatort: Die Rechnung wird nachgereicht
- 1975: Das Netz
- 1975: Tatort: Wodka Bitter-Lemon
- 1975: See-Leben
- 1975: Die Verschwörung des Fiesco zu Genua
- 1975: Winterreise (Fernsehfilm des WDR)
- 1975: Zahnschmerzen
- 1976–1979: Derrick (Fernsehserie, drei Folgen)
- 1976: Weder Tag noch Stunde
- 1976: Ein Klotz am Bein
- 1977: Unordnung und frühes Leid
- 1979: Tatort: Ende der Vorstellung
- 1979: Wehe, wenn Schwarzenbeck kommt
- 1980: Die unsterblichen Methoden des Franz Josef Wanninger (Fernsehserie, 2 Folgen)
- 1980: Ehen vor Gericht, Folge 48, Arnold gegen Arnold
- 1980: Leute wie Du und ich
- 1981: Der Alte (Fernsehserie, eine Folge)
- 1981: Sonderdezernat K1 – Die Spur am Fluss
- 1981: Preußische Nacht
- 1981: Der lebende Leichnam
- 1981: Das Traumschiff (Fernsehserie, Folge sechs)
- 1982: Wir
- 1982: Die Puppe (Jugendfilm)
- 1983: Die Story
- 1984: Das leise Gift
- 1984: Die Krimistunde (Fernsehserie, Folge 10, Episode Einzige Frage: Wie?)
- 1985: Es muss nicht immer Mord sein (Fernsehserie, eine Folge)
- 1985: Engels & Consorten
- 1987: Adrian und die Römer
- 1989: Tatort: Kopflos
- 1990: The Wonderbeats – Kings of Beat
- 1991–2000: Ein Fall für zwei (Fernsehserie, vier Folgen)
- 1992: Siebenbirken (Fernsehserie)
- 1993: Die zweite Heimat – Chronik einer Jugend (Fernsehserie)
- 1993: Die Männer vom K3 (Fernsehserie, eine Folge)
- 1993: Ebbies Bluff
- 1993: 5 Millionen und ein paar Zerquetschte
- 1994: Die Stadtindianer (Fernsehserie, eine Folge)
- 1995: Mit tödlicher Sicherheit
- 1995: Ein unvergessliches Wochenende
- 1998: Liebe mich bis in den Tod
- 2002: Le Club des Chômeurs
- 2002: Dirty Sky
- 2003: SK Kölsch (Fernsehserie, eine Folge)
- 2003: Amundsen der Pinguin
- 2004: Tatort: Teufel im Leib
- 2005: Mein ganz gewöhnliches Leben
- 2005: Edel & Starck (Fernsehserie, eine Folge)
- 2007: Unser Charly (Fernsehserie, eine Folge)
- 2008: Chaostage – We Are Punks!
- 2008: Fahr zur Hölle, Gott
- 2012: SOKO Wismar (Fernsehserie, eine Folge)
- 2016: Die Rosenheim-Cops (Fernsehserie, eine Folge)
- 2016: SOKO München (Fernsehserie, eine Folge)
- 2018: Die Chefin (Fernsehserie, eine Folge)
- 2018: Die Spezialisten (Fernsehserie, eine Folge)
- 2020: Meine Mutter traut sich was
- 2021: Familienerbe

## Auszeichnungen
- 1975: Bambi
- 1977: Goldene Rose TZ